# Convento de San Pedro de las Justinianas

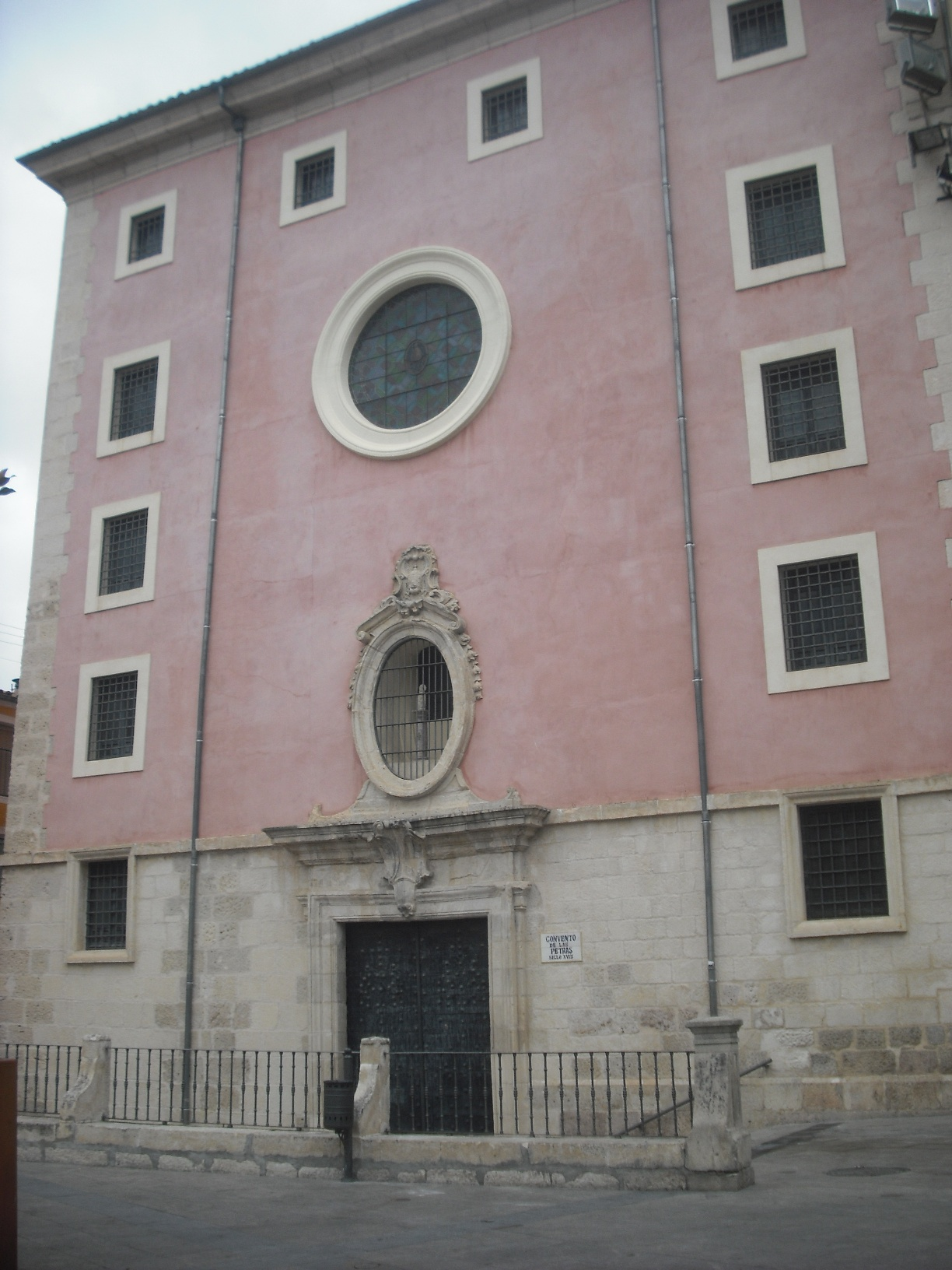
Fachada

El convento de San Pedro de las Justinianas en Cuenca (España), data de mediados del siglo XVIII, cuando el canónigo Lujando decidió llamar a Alejandro González Velázquez y a Blas de Rentería para que hicieran las trazas y redactaran las condiciones de las obras de la iglesia, aunque quien realmente la diseñó fue el primero de ellos. 
La ejecución de la obra corrió a cargo del arquitecto José Martín, en colaboración con el maestro de cantería y albañilería Francisco Biñuales. 

## Descripción
La iglesia, llamada de las Petras, tiene un exterior cúbico y austero. Sus dos fachadas se pintaron en el siglo XVIII. 
A finales del siglo XIX se acometen restauraciones en el edificio; en la fachada principal se somete a un tratamiento semejante al de un edificio civil, con ordenación vertical a base de ventanas, en la que únicamente destaca por su disposición, que no por su tratamiento, la portada. La puerta es adintelada, y está enmarcada por unas pilastras que sostienen un amplio entablamento, sobre el que se dispone un óculo ovalado; éste se adorna con una guirnalda en la que figura la insignia del papa -la mitra y las llaves-, emblema de la Orden de San Lorenzo Justiniano. 
El convento tiene una planta elíptica, de tradición barroca, con eje longitudinal en uno de cuyos extremos se abre el coro, mientras en el otro se sitúa un presbiterio profundo y cuadrado. El tratamiento del muro, con arcuaciones entre pilastras corintias, que soportan la cornisa, es de gran refinamiento, y heredado en parte del siglo XVII. Las tribunas se cierran con unas hermas. 
La ornamentación, tan refinada, se vio completada en su día por la pintura que había en el centro de la rebajada bóveda, dentro de un marco elíptico. 
El retablo mayor se componía de un bajorrelieve con la Virgen del Pilar, emplazado entre cuatro columnas de orden corintio. Los seis nichos de la nave se dispusieron como altares pequeños: Dos de ellos estaban presididos por los bajorrelieves de la Santísima Trinidad y de Santa Ana, San José y la Virgen María. 
Tanto la pintura de la bóveda como los retablos fueron destruidos durante la Guerra Civil de 1936.

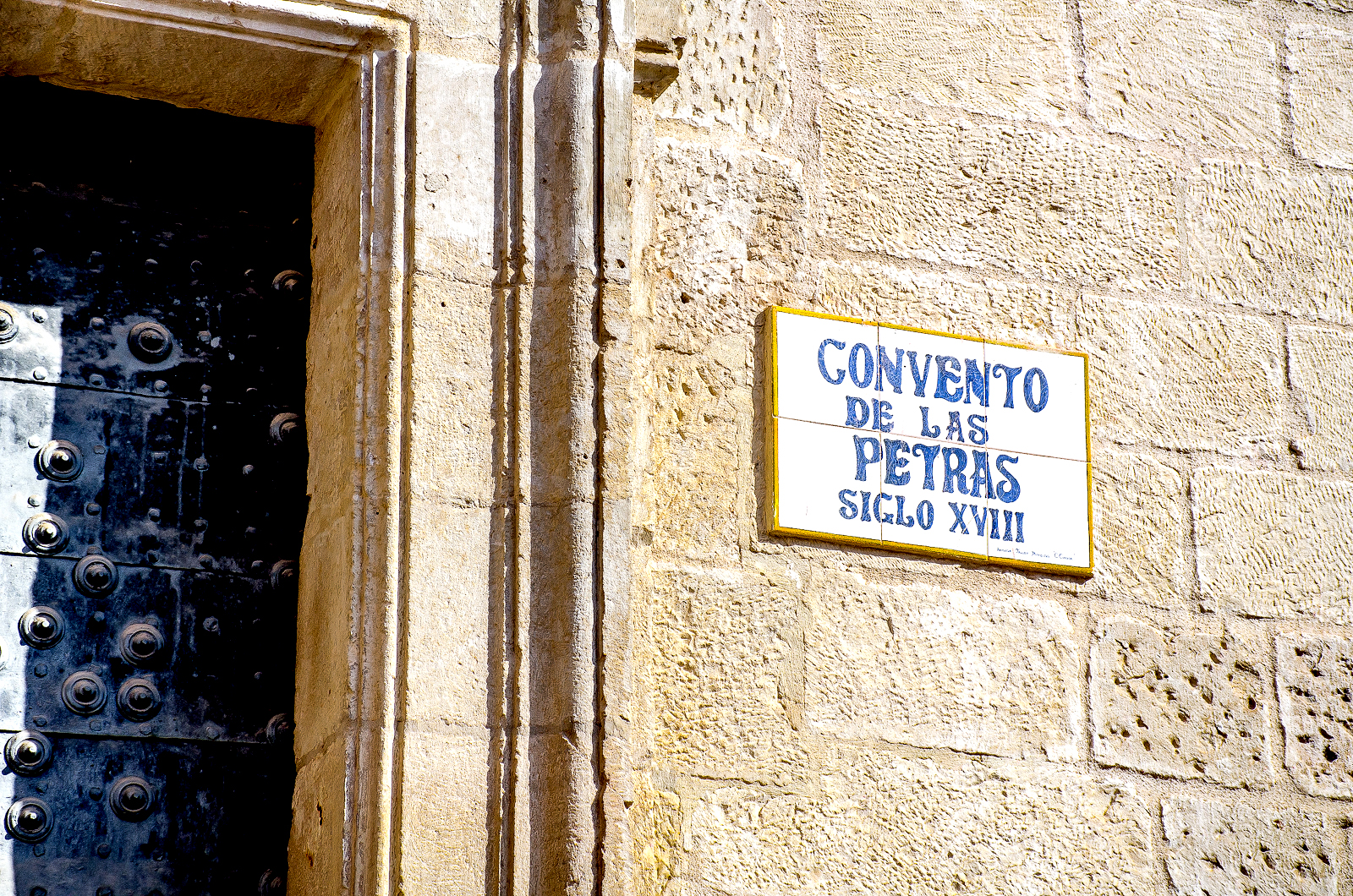
Detalle de la portada.